# Rob Sims
Robert Sims (Macedonia, 6 dicembre 1983) è un ex giocatore di football americano statunitense che ha militato nel ruolo di guardia nella National Football League (NFL).

## Carriera

### Seattle Seahawks
Al college Sims giocò a football a Ohio State, vincendo il campionato NCAA. Fu scelto nel corso del quarto giro (128º assoluto) del Draft NFL 2006 dai Seattle Seahawks. Vi giocò fino al 2009 un totale di 45 partite, di cui 34 come titolare.

### Detroit Lions
Il 5 aprile 2010 Sims fu scambiato con i Detroit Lions per il defensive end Robert Henderson e una scelta del quinto giro. Giocò per cinque stagioni con i Lions, non saltando una sola partita come titolare. Si ritirò dopo l'annata 2014.